# Enrique Prugent y Lobera
Enrique Prugent y Lobera (siglo XIX-siglo XX) fue un escritor, periodista y funcionario español.

## Biografía
Oficial del Cuerpo Facultativo de Archiveros, Bibliotecarios y Anticuarios, fue autor de diversas obras, entre ellas Los hombres de la Restauración (1880). Fue redactor de Las Novedades (1870) y dirigió El Universal, del que solo se publicaron dos números (1863), y posteriormente de La Madre Patria, que tuvo también escasa vida. Colaboró en la Revista Contemporánea y hacia comienzos del siglo XX lo hacía en Gente Vieja y La Correspondencia de España. Usó firmas como «Adolfo Glatz», «El Señor Pepe» y «Mohamed».